# Sye
Pour l’article ayant un titre homophone, voir Scie (homonymie).
La Sye est un cours d'eau du département de la Drôme dans la région Auvergne-Rhône-Alpes, et un affluent droit de la Drôme, donc un sous-affluent du Rhône.

## Géographie
La longueur de son cours d'eau est de 12,5 km.
La Sye prend source sur la commune de Gigors-et-Lozeron, au lieu-dit la Doure, à 661 mètres d'altitude.
Elle coule globalement du nord vers le sud.
Elle conflue en rive droite de la Drôme, sur la commune de Aouste-sur-Sye, à 192 mètres d'altitude.

### Communes et cantons traversés
Dans le seul département de la Drôme, la Sye traverse les trois communes suivantes, dans le sens amont vers aval, de Gigors-et-Lozeron (source), Cobonne et Aouste-sur-Sye (confluence).
Soit en termes de cantons, la Sye prend source dans le canton de Crest dans l'arrondissement de Die, dans les intercommunalités Communauté de communes du Val de Drôme et Communauté de communes du Crestois et du pays de Saillans.

### Toponyme
La Sye a donné son hydronyme à la commune d'Aouste-sur-Sye.

### Bassin versant
La Sye traverse une seule zone hydrographique « La Drôme de la Gervanne au Rhône ».

## Affluent
La Sye a un seul tronçon affluent référencé :
- Le ruisseau de Corneret (rg[note 1]) 2,5 km sur les deux communes de Cobone (source et confluence) et Aouste-sur-Sye.

Géoportail signale d'autres affluents en rive gauche et rive droite.

### Rang de Strahler
Donc le rang de Strahler de la Sye est de deux par le ruisseau de Corneret.

## Hydrologie
Son régime hydrologique est dit pluvial méridional.